# Aeroportul Internațional Abeid Amani Karume
Aeroportul Internațional Abeid Amani Karume (IATA: ZNZ, ICAO: HTZA) este un aeroport din Unguja⁠(d), Zanzibar, Tanzania ce deservește zona Zanzibar (oraș). Aeroportul a fost tranzitat în 2014 de 934.337 de pasageri.
Situat la o altitudine de 16 m, aeroportul dispune de o singură pistă.